# Дравський Двор
Дравський Двор (словен. Dravski Dvor) — поселення в общині Миклавж-на-Дравськем Полю, Подравський регіон‎, Словенія.